# Nastro d'argento a la millor fotografia
El Nastro d'argento (Cinta de plata) és un premi cinematogràfic concedit anyalment, des de 1946, pel Sindicat Nacional de Periodistes Cinematogràfics Italians (Sindacato Nazionale dei Giornalisti Cinematografici Italiani) l'associació italiana de crítics de cinema. Aquesta és la llista dels guanyadors del Nastro d'argento a la millor fotografia, concedit des de 1946.

## Guanyadors
Els guanyadors estan indicats en negreta, seguits dels altres candidats.

### Anys 1946-1949
- 1946: Mario Craveri - Un giorno nella vita
- 1947: Domenico Scala i Václav Vích - Daniele Cortis
- 1948: Piero Portalupi - Preludio d'amore
- 1949: Carlo Montuori - Ladri di biciclette

### Anys 1950-1959
- 1950: G. R. Aldo - per il complesso delle sue opere
- 1951: Franco Scarpelli - Edera
- 1952: Arturo Gallea - Due soldi di speranza
- 1953: Enzo Serafin – pel conjunt de la seva obra
- 1954: Mario Craveri - Magia verde
- 1955: Aldo Graziati - Senso
- 1956: no fou concedit
- 1957: Mario Craveri - L'impero del sole
- 1958: Gianni Di Venanzo - Il grido
- 1959
  - Blanc i negre: Armando Nannuzzi - Giovani mariti
  - Color: Pier Ludovico Pavoni - La muraglia cinese

### Anys 1960-1969
- 1960
  - Blanc i negre: Gianni Di Venanzo - I magliari
    - Giuseppe Rotunno - La grande guerra
    - Armando Nannuzzi - La notte brava

  - Color: Gábor Pogány - Europa di notte
    - Giuseppe Rotunno - Policarpo, ufficiale di scrittura
    - Aldo Tonti - Vacanze d'inverno
- 1961
  - Blanc i negre: Giuseppe Rotunno - Rocco e i suoi fratelli
    - Armando Nannuzzi - Il bell'Antonio
    - Aldo Scavarda - L'avventura

  - Color: Aldo Tonti - Ombre bianche
    - Tonino Delli Colli - Il mondo di notte
    - Aldo Tonti - India
- 1962
  - Blanc i negre: Vittorio De Seta - Banditi a Orgosolo
    - Gianni Di Venanzo - La notte
    - Leonida Barboni - La viaccia

  - Color: Alessandro D'Eva - Odissea nuda
    - Aldo Tonti - Barabba
    - Giuseppe Rotunno - Fantasmi a Roma
- 1963
  - Blanc i negre: Gianni Di Venanzo - Salvatore Giuliano
    - Roberto Gerardi - I sequestrati di Altona
    - Armando Nannuzzi - Senilità

  - Color: Giuseppe Rotunno - Cronaca familiare
    - Pier Ludovico Pavoni - Ti-Koyo e il suo pescecane
    - Gábor Pogány - Venere imperiale
- 1964
  - Blanc i negre: Gianni Di Venanzo - 8½
    - Giuseppe Rotunno - I compagni
    - Leonida Barboni - La corruzione

  - Color: Giuseppe Rotunno - Il gattopardo
    - Giuseppe Rotunno - Ieri, oggi, domani
    - Carlo Carlini - Il fornaretto di Venezia
- 1965
  - Blanc i negre: Tonino Delli Colli - Il Vangelo secondo Matteo
    - Gianni Di Venanzo - Gli indifferenti
    - Aiace Parolin - Sedotta e abbandonata

  - Color: Carlo Di Palma - Deserto rosso
    - Ennio Guarnieri - Le voci bianche
    - Roberto Gerardi - Matrimonio all'italiana
- 1966
  - Blanc i negre: Armando Nannuzzi - Vaghe stelle dell'Orsa
  - Color: Gianni Di Venanzo - Giulietta degli spiriti
- 1967
  - Blanc i negre: Marcello Gatti - La Battaglia di Algeri
    - Dario Di Palma - Le stagioni del nostro amore
    - Dario Di Palma - Un uomo a metà

  - Color: Carlo Di Palma - L'armata Brancaleone
    - Antonio Climati - Africa addio
    - Giuseppe Rotunno - La Bibbia (The Bible: in the beginning...)
- 1968
  - Blanc i negre: Tonino Delli Colli - La Cina è vicina
    - Giovanni Narzisi e Giuseppe Ruzzolini - I sovversivi
    - Aiace Parolin - L'immorale

  - Color: Armando Nannuzzi - Incompreso
    - Pasqualino De Santis - C'era una volta
    - Giuseppe Ruzzolini - Edipo re
- 1969
  - Blanc i negre: Aldo Scavarda - Grazie, zia
    - Marcello Gatti - La notte pazza del conigliaccio

  - Color: Pasqualino De Santis - Romeo e Giulietta
    - Aiace Parolin - Seduto alla sua destra
    - Luigi Kuveiller - Un tranquillo posto di campagna

### Anys 1970-1979
- 1970
  - Blanc i negre: Vittorio Storaro - Giovinezza giovinezza
    - Luciano Tovoli - Come l'amore

  - Color: Giuseppe Rotunno - Fellini Satyricon
    - Alessandro D'Eva - Il giovane normale
    - Armando Nannuzzi i Pasqualino De Santis - La caduta degli dei
- 1971
  - Blanc i negre: Marcello Gatti - Sierra Maestra
    - Giuseppe Pinori - I dannati della Terra

  - Color: Marcello Gatti - Anonimo veneziano
    - Ennio Guarnieri - Metello
    - Armando Nannuzzi - Waterloo
- 1972: Pasqualino De Santis - Morte a Venezia
  - Vittorio Storaro - Addio fratello crudele
  - Tonino Delli Colli - Il Decameron
  - Roberto Gerardi - La Califfa
- 1973: Ennio Guarnieri - Fratello sole, sorella luna
- 1974: Armando Nannuzzi - Ludwig
  - Giuseppe Rotunno - Amarcord
  - Pasqualino De Santis - Lucky Luciano
- 1975: Pasqualino De Santis - Gruppo di famiglia in un interno
  - Ennio Guarnieri - Fatti di gente perbene
  - Giuseppe Ruzzolini - Il fiore delle mille e una notte
- 1976: Luciano Tovoli - Professione: reporter
  - Giuseppe Rotunno - Divina creatura
  - Ennio Guarnieri - Per le antiche scale
- 1977: no fou concedit
- 1978: Armando Nannuzzi - Gesù di Nazareth
- 1979: Ermanno Olmi - L'albero degli zoccoli

### Anys 1980-1989
- 1980: Giuseppe Rotunno - La città delle donne
- 1981: Pasqualino De Santis - Tre fratelli
- 1982: Tonino Delli Colli, Storie di ordinaria follia
- 1983: Ennio Guarnieri - La traviata
  - Carlo Di Palma - Identificazione di una donna
  - Franco Di Giacomo - La notte di San Lorenzo
- 1984: Giuseppe Rotunno - E la nave va
- 1985: Tonino Delli Colli - C'era una volta in America (Once Upon a Time in America)
- 1986: Marcello Gatti - Inganni
  - Tonino Delli Colli e Ennio Guarnieri - Ginger e Fred
  - Giuseppe Lanci - Un complicato intrigo di donne, vicoli e delitti
- 1987: Tonino Delli Colli - Il nome della rosa (Der Name der Rose)
  - Pasqualino De Santis - Cronaca di una morte annunciata
- 1988: Vittorio Storaro – L'ultimo imperatore
  - Giuseppe Rotunno - Giulia e Giulia
- 1989: Luciano Tovoli - Splendor
  - Camillo Bazzoni - Cavalli si nasce
  - Blasco Giurato - Nuovo Cinema Paradiso

### Anys 1990-1999
- 1990: Giuseppe Rotunno - Les aventures del baró Munchausen (The Adventures of Baron Munchausen)
- 1991: Vittorio Storaro - Il tè nel deserto
  - Giuseppe Lanci - Il sole anche di notte
  - Giuseppe Rotunno - Mio caro dottor Gräsler
  - Tonino Nardi - Porte aperte
  - Blasco Giurato - Stanno tutti bene
- 1992: Pasquale Rachini - Bix
  - Giuseppe Lanci - Caldo soffocante
  - Luciano Tovoli - El misteri Von Bulow (Reversal of Fortune)
  - Giuseppe Lanci – Johnny Stecchino
  - Alessio Gelsini Torresi - Ultrà
- 1993: Carlo Di Palma - Ombres i boira (Shadows and Fog)
  - Ennio Guarnieri - El cercle dels íntims (The Inner Circle)
  - Dante Spinotti - L'últim dels mohicans (The Last of the Mohicans)
  - Raffaele Mertes - La corsa dell'innocente
  - Luca Bigazzi - Morte di un matematico napoletano
- 1994: Vittorio Storaro – El petit Buda (Little Buddha)
  - Giuseppe Lanci - Fiorile
  - Dante Spinotti - Il segreto del bosco vecchio
  - Tonino Delli Colli – Bitter Moon
  - Carlo Di Palma - Misteriós assassinat a Manhattan (Manhattan Murder Mystery)
- 1995: Luca Bigazzi - Lamerica
  - Vincenzo Marano - Barnabo delle montagne
  - Franco Di Giacomo - Il postino
  - Ennio Guarnieri - Storia di una capinera
  - Blasco Giurato - Una pura formalità
- 1996: Dante Spinotti - L'uomo delle stelle
  - Alfio Contini - Al di là delle nuvole
  - Luca Bigazzi - L'amore molesto
  - Tonino Delli Colli - La morte e la fanciulla (Death and the Maiden)
  - Blasco Giurato - Sostiene Pereira
- 1997: Carlo Di Palma - Poderosa Afrodita (Mighty Aphrodite)
  - Blasco Giurato - Albergo Roma
  - Dante Spinotti - Heat
  - Giuseppe Lanci - Le affinità elettive
  - Franco Piavoli - Voci nel tempo
- 1998: Tonino Delli Colli - Marianna Ucrìa
  - Giuseppe Lanci - Il principe di Homburg
  - Dante Spinotti - L.A. Confidential
  - Marco Pontecorvo i Pasqualino De Santis - La tregua
  - Italo Petriccione - Nirvana
- 1999: Vittorio Storaro - Tango
  - Luca Bigazzi - Così ridevano
  - Federico Masiero - I giardini dell'Eden
  - Giuseppe Lanci - I piccoli maestri
  - Franco Di Giacomo - La cena

### Anys 2000-2009
- 2000: Dante Spinotti – El dilema (The Insider)
  - Fabio Cianchetti - Canone inverso - Making Love
  - Giuseppe Lanci - La balia
  - Gian Enrico Bianchi - LaCapaGira
  - Luca Bigazzi - Pane e tulipani i Questo è il giardino
- 2001: Fabio Olmi - Il mestiere delle armi
  - Arnaldo Catinari - Chiedimi se sono felice
  - Giuseppe Lanci - La stanza del figlio
  - Pasquale Mari - Placido Rizzotto
  - Pasquale Rachini - I cavalieri che fecero l'impresa
- 2002: Luca Bigazzi - Brucio nel vento
  - Arnaldo Catinari - Alla rivoluzione sulla due cavalli i Luce dei miei occhi
  - Fabio Cianchetti - L'amore probabilmente i Figli/Hijos
  - Blasco Giurato - Vajont
  - Pasquale Mari - L'ora di religione
- 2003: Italo Petriccione - Io non ho paura
  - Luca Bigazzi - Un viaggio chiamato amore
  - Arnaldo Catinari - La felicità non costa niente i La leggenda di Al, John e Jack
  - Daniele Ciprì - Angela
  - Daniele Nannuzzi - El Alamein - La linea del fuoco e Il quaderno della spesa
- 2004: Fabio Olmi - Cantando dietro i paraventi
  - Arnaldo Catinari - Caterina va in città e My name Is Tanino
  - Fabio Cianchetti – Els somiadors (The Dreamers)
  - Daniele Ciprì - Il ritorno di Cagliostro
  - Pasquale Mari - Buongiorno, notte
- 2005: Luca Bigazzi - Le chiavi di casa, Le conseguenze dell'amore i Ovunque sei
  - Cesare Accetta - L'odore del sangue
  - Maurizio Calvesi - Segui le ombre
  - Dante Cecchin - Dopo mezzanotte
  - Marco Onorato - Primo amore
- 2006: Fabio Cianchetti - La bestia nel cuore i La tigre e la neve
  - Cesare Accetta - Il resto di niente
  - Luca Bigazzi – Romanzo criminale
  - Pasquale Mari - La Passione di Giosuè l'ebreo
  - Italo Petriccione - La febbre e Quo vadis, baby?
- 2007: Maurizio Calvesi - Viaggio segreto
  - Luca Bigazzi - La stella che non c'è i L'amico di famiglia
  - Arnaldo Catinari - Il caimano i L'aria salata
  - Fabio Cianchetti - La terra
  - Pasquale Mari - Il regista di matrimoni
  - Fabio Olmi - Centochiodi
- 2008: Arnaldo Catinari - I demoni di San Pietroburgo i Parlami d'amore
  - Roberto Cimatti - Il vento fa il suo giro
  - Ramiro Civita - La noia del llac
  - Claudio Collepiccolo - Mio fratello è figlio unico
  - Nicola Pecorini - Tutta la vita davanti i Tideland
- 2009: Daniele Ciprì - Vincere
  - Luca Bigazzi - Il divo
  - Gherardo Gossi - Lezione ventuno i Il passato è una terra straniera
  - Marco Onorato - Fortapàsc i Gomorra
  - Italo Petriccione - Come Dio comanda

### Anys 2010-2019
- 2010: Maurizio Calvesi - Mine vaganti
  - Roberto Cimatti - L'uomo che verrà
  - Claudio Collepiccolo - La nostra vita
  - Nicola Pecorini - L'imaginari del doctor Parnassus (The Imaginarium of Doctor Parnassus) i La prima cosa bella
  - Italo Petriccione - Happy Family
- 2011: Alessandro Pesci - Habemus Papam
  - Arnaldo Catinari - Vallanzasca - Gli angeli del male
  - Fabio Cianchetti - La solitudine dei numeri primi
  - Duccio Cimatti - Malavoglia
  - Michele Paradisi - Tatanka
- 2012: Luca Bigazzi - This Must Be the Place
  - Maurizio Calvesi - Magnifica presenza
  - Paolo Carnera - ACAB - All Cops Are Bastards
  - Arnaldo Catinari - L'industriale
  - Fabio Cianchetti - Terraferma
- 2013: Luca Bigazzi - L'intervallo, La grande bellezza i Un giorno speciale
  - Roberto Cimatti - Un giorno devi andare
  - Italo Petriccione - Educazione siberiana
  - Federico Schlatter - Razzabastarda
  - Fabio Zamarion - La migliore offerta
- 2014: Daniele Ciprì - Salvo
  - Gian Filippo Corticelli - Allacciate le cinture
  - Michele D'Attanasio - In grazia di Dio
  - Gherardo Gossi - Come il vento i Via Castellana Bandiera
  - Marco Pontecorvo - Gigolò per caso
- 2015: Luca Bigazzi - Youth - La giovinezza
  - Fabio Cianchetti - Hungry Hearts
  - Michele D'Attanasio - La foresta di ghiaccio
  - Fabio Olmi - Torneranno i prati
  - Vladan Radovic - Anime nere i Vergine giurata
- 2016: Maurizio Calvesi - Non essere cattivo i Le confessioni
  - Matteo Cocco - Per amor vostro i Pericle il nero
  - Daniele Ciprì - Sangue del mio sangue
  - Michele D'Attanasio - Lo chiamavano Jeeg Robot i Veloce come il vento
  - Fabio Zamarion - La corrispondenza, La macchinazione i Assolo
- 2017: Luca Bigazzi - La tenerezza i Sicilian Ghost Story
  - Arnaldo Catinari - Piccoli crimini coniugali i Tutto quello che vuoi
  - Duccio Cimatti - La guerra dei cafoni
  - Daniele Ciprì - Fai bei sogni i Fiore
  - Gian Filippo Corticelli - Rosso Istanbul
- 2018:[3] Gian Filippo Corticelli - Napoli velata
  - Francesca Amitrano - Ammore e malavita
  - Marco Bassano - Made in Italy
  - Luca Bigazzi - Loro i Ella & John - The Leisure Seeker
  - Vladan Radovic - Figlia mia i Smetto quando voglio - Ad honorem

- 2019: Daniele Ciprì - Il primo re, La paranza dei bambini
  - Daria D'Antonio - Ricordi?
  - Michele D'Attanasio - Capri-Revolution
  - Alberto Fasulo - Menocchio
  - Vladan Radovic - Il traditore

### Anny 2020-2029
- 2020: Paolo Carnera – Favolacce
  - Luan Amelio – Hammamet
  - Daniele Ciprì – Il primo Natale
  - Daria D'Antonio – Tornare i Il ladro di giorni
  - Italo Petriccione – Tutto il mio folle amore